# Stonewall County
Das Stonewall County ist ein County im Bundesstaat Texas der Vereinigten Staaten. Das U.S. Census Bureau hat bei der Volkszählung 2020 eine Einwohnerzahl von 1.245 ermittelt. Der Verwaltungssitz (County Seat) ist Aspermont.

## Geographie
Das County liegt etwa 150 km nördlich des geographischen Zentrums von Texas und ist im Norden etwa 100 km von der Grenze zu Oklahoma entfernt. Es hat eine Fläche von 2383 Quadratkilometern, wovon 4 Quadratkilometer Wasserfläche sind. Es grenzt im Uhrzeigersinn an folgende Countys: King County, Haskell County, Jones County, Fisher County und Kent County.

## Geschichte
Ursprünglich nutzten Comanchen, Kiowas und Tonkawas die Gegend als Jagdrevier. Früheste Europäer in der Region waren im 18. Jahrhundert die Entdecker José Mares und Pedro Vial. Letzterer überwinterte wahrscheinlich im Februar 1788 am Lauf des Double Mountain Fork Brazos Rivers. Während der westlichen Expansion der Vereinigten Staaten führte im Jahr 1849 der Hauptmann der United States Army Randolph B. Marcy eine Expedition durch das heutige County, um eine Route durch das Indianerterritorium zu öffnen. 1854 kehrte Marcy auf der Suche nach geeigneten Orten für Indianerreservate zurück. Regelmäßige Überfälle der Comanchen und Kiowa auf Siedler führten im Jahr 1871 zu einer Strafexpedition einer Kavallerieeinheit unter Oberst Ranald Slidell MacKenzie in die Gegend. Zwei Jahre später entstand wahrscheinlich die erste Ranch im heutigen Stonewall County. Ihr Gründer war der Büffeljäger John Goff. 1877 folgte Jim Reed mit seinem Sohn und 3000 Texas-Longhorn-Rindern.
Stonewall County wurde 1876 auf Beschluss des texanischen Kongresses (Texas Legislature) aus Teilen des Bexar County und Young County gebildet. Bis 31. März 1887 blieb es verwaltungsmäßig im Gerichtsbezirk des Young County. Benannt wurde es nach Thomas Jonathan “Stonewall” Jackson, einem General der Konföderierten Armee im Amerikanischen Bürgerkrieg, der unter Robert Edward Lee einige bedeutende Erfolge errang.

## Demografische Daten
Nach der Volkszählung im Jahr 2000 lebten im Stonewall County 1.693 Menschen in 713 Haushalten und 492 Familien. Die Bevölkerungsdichte betrug 1 Einwohner pro Quadratkilometer. Ethnisch betrachtet setzte sich die Bevölkerung zusammen aus 88,25 Prozent Weißen, 2,95 Prozent Afroamerikanern, 0,35 Prozent amerikanischen Ureinwohnern, 0,35 Prozent Asiaten und 6,44 Prozent aus anderen ethnischen Gruppen; 1,65 Prozent stammten von zwei oder mehr Ethnien ab. 11,75 Prozent der Einwohner waren spanischer oder lateinamerikanischer Abstammung.
Von den 713 Haushalten hatten 26,4 Prozent Kinder oder Jugendliche, die mit ihnen zusammen lebten. 56,5 Prozent waren verheiratete, zusammenlebende Paare 8,8 Prozent waren allein erziehende Mütter und 30,9 Prozent waren keine Familien. 29,0 Prozent waren Singlehaushalte und in 15,1 Prozent lebten Menschen im Alter von 65 Jahren oder darüber. Die durchschnittliche Haushaltsgröße betrug 2,32 und die durchschnittliche Familiengröße betrug 2,83 Personen.
22,8 Prozent der Bevölkerung war unter 18 Jahre alt, 6,2 Prozent zwischen 18 und 24, 22,6 Prozent zwischen 25 und 44, 24,5 Prozent zwischen 45 und 64 und 24,0 Prozent waren 65 Jahre alt oder älter. Das Durchschnittsalter betrug 44 Jahre. Auf 100 weibliche Personen kamen 90 männliche Personen und auf 100 Frauen im Alter von 18 Jahren oder darüber kamen 91,1 Männer.
Das jährliche Durchschnittseinkommen eines Haushalts betrug 27.935 USD, das Durchschnittseinkommen einer Familie betrug 35.571 USD. Männer hatten ein Durchschnittseinkommen von 27.083 USD, Frauen 15.000 USD. Das Prokopfeinkommen betrug 16.094 USD. 14,8 Prozent der Familien und 19,3 Prozent der Einwohner lebten unterhalb der Armutsgrenze.

## Städte und Gemeinden
- Aspermont
- Old Glory
- Peacock